# Batalla de Vindonissa
La batalla de Vindonissa se libró en 298 entre el ejército del Imperio Romano, liderado por el emperador Constancio Cloro, y los alemanes. Los romanos ganaron la batalla, lucharon en Vindonissa, fortaleciendo las defensas de Roma a lo largo del Rin.